# 아라이바 도루
아라이바 도루(일본어: 新井場 徹, 1979년 7월 12일 ~ )는 일본의 전 축구 선수이다.

## 구단 경력
과거 감바 오사카, 가시마 앤틀러스, 세레소 오사카에서 활동하였다.

## 국가대표팀 경력
그는 1995년 FIFA U-17 세계 축구 선수권 대회에 참가할 일본 U-17 국가대표팀에 발탁되었으며, 3경기에 출전했다.